# 1943年鐵路
此條目列出1943年發生有關鐵路運輸的事件。

## 事件

### 1月
- 1月1日：莫斯科地鐵高爾基－河畔線由劇院站延長至汽車廠站。

### 4月
- 4月2日：矢賀站重開。

### 6月
- 6月1日：富山港線國有化。

### 7月
- 7月14日：加拿大國家鐵路在蒙特利爾開設蒙特利爾中央車站[1]。

### 10月
- 10月17日：芝加哥地鐵第一條路線，克里伯恩－分界－州立地鐵開通營運[2]。
- 10月17日：大日本帝國強迫同盟國戰俘興建泰緬鐵路完工，全長415公里，以支援緬甸戰役。

### 11月
- 11月11日：京濱線新子安站啟用。
- 11月20日：莫斯科地鐵高爾基－河畔線加設新庫茲涅茨克站與帕維列茨站。
- 11月21日：阪神電氣鐵道武庫川線通車。

### 12月
- 12月5日：東武鐵道熊谷線（日语：東武熊谷線）通車。
- 12月26日：廣島電鐵江波線通車。